# Brecqhou
Het eiland Brecqhou ligt voor de Franse kust van Normandië ten westen van Sark. Bestuurlijk gezien is het een deel van Sark, dat op zijn beurt weer deel uitmaakt van het baljuwschap (Engels: bailiwick) van Guernsey.
Sinds 1993 is het eiland in het bezit van David en Frederick Barclay die bekend zijn als mede-eigenaren van de Schotse krant The Scotsman. Sinds de aankoop van het eiland zijn de Barclays verwikkeld in juridische twisten met het bestuur van Sark en hebben te kennen gegeven dat ze Brecqhou politiek onafhankelijk willen maken van Sark.
De Barclays hebben een vlag ontworpen voor het eiland die grotendeels identiek is aan die van Sark met uitzondering van het wapen van de Barclays dat rechtsonder is geplaatst. Tevens brengen ze sinds 1999 eigen postzegels uit.
Ook een vroegere eigenaar van Brecqhou, Leonard Joseph Matchan, had eerder al eigen postzegels uitgegeven. Matchan bewoonde Brecqhou tot zijn dood op 6 oktober 1987.
Sinds het overlijden van Sir David Barclay in januari 2021 is zijn broer Frederick de enige bewoner van Brecqhou.

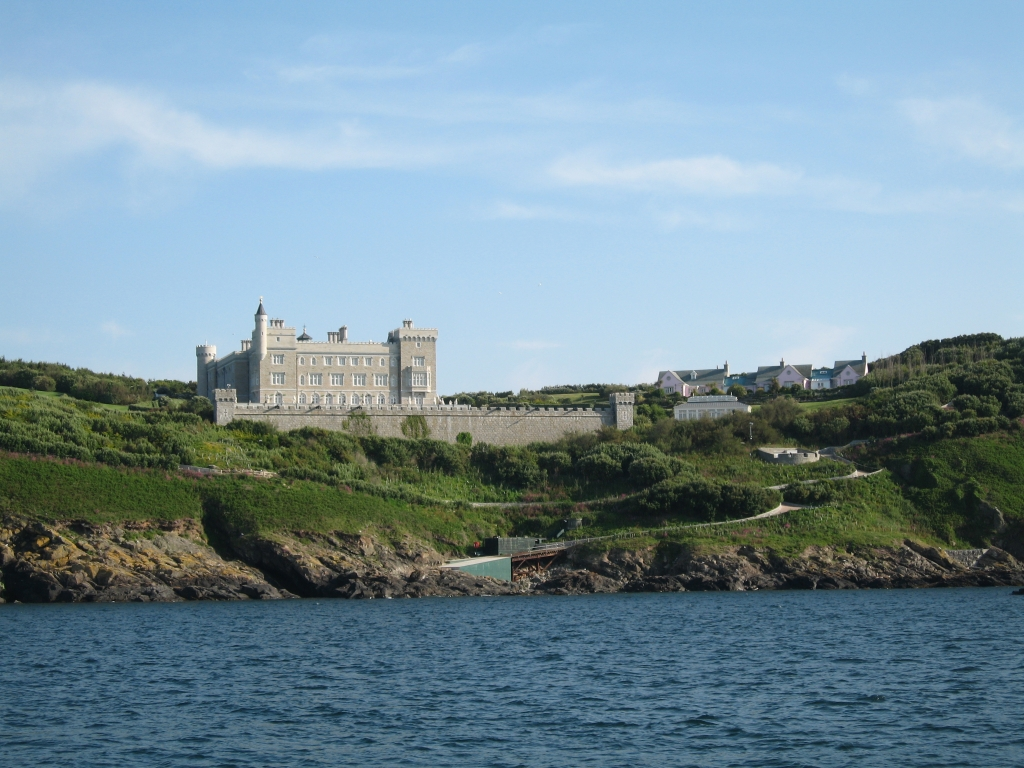
Het kasteel dat de gebroeders Barclay lieten bouwen op het eiland naar ontwerp van de Britse architect Quinlan Terry